# Füzegy (Szerbia)
Füzegy (szerbül Визић / Vizić) település Szerbiában, a Vajdaságban, a Dél-bácskai körzetben. Földrajzilag Szerémségben fekszik, a horvát határ mellett, Újlaktól 10 km-re délkeletre, de közigazgatásilag Palánka községhez lett sorolva.

## Népesség

### Demográfiai változások
| 1948 | 1953 | 1961 | 1971 | 1981 | 1991 | 2002 | 2011 |
| ---- | ---- | ---- | ---- | ---- | ---- | ---- | ---- |
| 403  | 411  | 396  | 421  | 428  | 392  | 349  | 270  |